# Єздигерд I
Єздигерд I Грішник (*یزدگرد — «Бог зробив», д/н — бл. 421) — шахиншах Ірану в 399-421.

## Життєпис
Походив з династії Сасанідів. Син Шапура III, шаха Ірану.
У 399 після вбивства вояками свого старшого брата Бахрама IV посів трон Сасанідської держави.
Незабаром після сходження на трон наказав припинити гоніння християн. Єздигерд I уклав договір з імператором Аркадієм, імператором Візантійської імперії, намагаючись забезпечити мир на західному кордоні, відмовившись скористатися складностями візантійців на Балканах. За це отримав прізвисько «Рамаштрас» (Найтихіший). Після цього шах зміг зміцнити свою владу в боротьбі зі світською і духовною знаттю. Після смерті імператора Аркадія, підтвердив мирні стосунки з новим імператором Феодосієм II. Водночас налагодив гарні стосунки з жидівською громадою, оженившись на доньці юдейського ексіларха.
Зороастрійці, ображені тим, що шах у 409 під впливом Марутхи, єпископа Межиріччя, схилився на бік християн, прийняв християнство і  в 410 дозволив відновити християнські храми (було проведено собор в Селевкії), прозвали його «Грішник». Разом з тим підтримував несторіанство на противагу православ'ю.
Втім християнське духівництво на чолі із Абдаасом, єпископом Ктесіфона, виявило нетерпимість до зороастрійців, намагаючись християнізувати усю Персію. Цим викликав потужний релігійний конфлікт, що послабило владу Єздигерда I. За цих обставин шах, скориставшись як приводом спробою християн спалити храм зороастрійців в Ктесифоні, знову повернувся до зороастризму, розпочавши у 416 нові переслідування християн.
Ще у 414 активно втрутився у справи Вірменії, поваливши Арташеса IV й поставивши замість нього Хосрова IV. У 415 після смерті останнього новим царем поставив свого сина Шапура.
У 420 призначив вузург-храмадаром (на кшталт візира) Міхр Нарсеса, що був ворогом християн, що позначило відновлення ворожої політики до візантійської імперії.
Наприкінці 420 або на початку 421 Єздигерда I було вбито під час подорожі до Ґорґана, слідом за цим між його синами почалася боротьба за трон.

## Родина
- Бахрам V, шах Ірану
- Шапур IV, цар Вірменії у 415-420, шах Ірану в 420/421.
- Нарсес